# Regió d'Arequipa
Arequipa és una regió del sud-est del Perú. Limita al nord amb les d'Ica, Ayacucho, Apurímac i Cusco, a l'est amb la Regió de Puno, al sud amb la Regió de Moquegua, i a l'oest amb l'oceà Pacífic. La capital, Arequipa, és la segona ciutat més gran del Perú.

## Divisió administrativa
La regió es divideix en 8 províncies:
| Província  | Capital     | Districtes |
| ---------- | ----------- | ---------- |
| Arequipa   | Arequipa    | 29         |
| Camaná     | Camaná      | 8          |
| Caravelí   | Caravelí    | 13         |
| Castilla   | Aplao       | 14         |
| Caylloma   | Chivay      | 19         |
| Condesuyos | Chuquibamba | 8          |
| Islay      | Mollendo    | 6          |
| La Unión   | Cotahuasi   | 11         |